# Visconde de Vila Moura (título)
Visconde de Vila Moura é um título nobiliárquico criado por D. Carlos I de Portugal, por Decreto de 25 de Outubro de 1900, em favor de Bento de Oliveira Cardoso e Castro Guedes de Carvalho Lobo.
Titulares
1. Bento de Oliveira Cardoso e Castro Guedes de Carvalho Lobo, 1.º Visconde de Vila Moura.

Após a Implantação da República Portuguesa, e com o fim do sistema nobiliárquico, usaram o título: 
1. Manuel Lopes de Cardoso e Castro Guimarães, 2.º Visconde de Vila Moura
2. Rafael Oliveira Rodrigues, 3.º Visconde de Vila Moura.